# Art Garfunkel
Arthur Ira „Art“ Garfunkel (* 5. listopadu 1941) je americký zpěvák, textař, básník a herec. Nejznámější je ze svého působení ve folkovém duu Simon & Garfunkel společně s Paulem Simonem. Obdržel 7× cenu Grammy, z toho jednu za celoživotní dílo. V roce 1990 byli spolu se Simonem uvedeni do Rock and Roll Hall of Fame.

## Mládí
Garfunkel se narodil ve Forest Hills, Queens, v New York City, manželům Rose (za svobodna Pearlman) a Jacobu "Jack" Garfunkelovým. Je prostředním dítětem, jeho starší bratr se jmenuje Jules a mladší Jerome. Garfunkel je potomkem Rumunských Židů, jeho prarodiče emigrovali z města Iași na začátku 20. století a usadili se na Manhattanu. Již jako malý často zpíval v synagogách. Jeho bratrancem byl Lou Pearlman, zakladatel Backstreet Boys a NSYNC.
Na střední škole, inspirováni Everly Brothers, založili Simon a Garfunkel hudební duo. Se strachem, že jejich pravá jména budou znít příliš židovsky, vystupovali pod pseudonymy Tom Landis a Jerry Graph. Hráli originální hudbu od Simona a jejich hit "Hey Schoolgirl" jim v roce 1957 zajistil nahrávací smlouvu s Big Records.

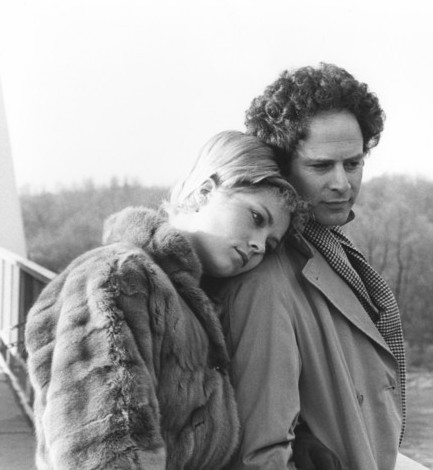
Theresa Russell a Art Garfunkel (1980)

## Sólová alba
- 1973 – Angel Clare
- 1975 – Breakaway
- 1977 – Watermark
- 1979 – Fate for Breakfast
- 1981 – Scissors Cut
- 1984 – The Art Garfunkel album
- 1986 – The Animals' Christmas (s Amy Grant)
- 1988 – Lefty
- 1989 – Garfunkel (kompilace)
- 1993 – Up 'til Now
- 1996 – Across America
- 1997 – Songs from a Parent to a Child
- 2002 – Everything Waits to Be Noticed
- 2007 – Some Enchanted Evening